# Luftschiffhallen von Orly
Die Luftschiffhallen von Orly in der französischen Gemeinde Orly südlich von Paris waren zwei von Eugène Freyssinet entworfene Luftschiffhallen aus parabolischen Tonnenschalen, die durch hintereinander gestaffelte Stahlbetonbögen gebildet wurden. Die Luftschiffhallen von Orly gelten als Meilenstein in der Geschichte des Betonbaus.

## Vorgeschichte
Freyssinet hatte dem französischen Militär schon seit 1913 verschiedene Entwürfe von Flugzeughangars aus weiten Stahlbetonbögen angeboten, die aber wegen des Ersten Weltkriegs zunächst nicht weiterverfolgt wurden. Erst im Winter 1915–1916 kam man darauf zurück und ließ 8 Hangars mit 60 m Länge und einer Stützweite von 46 m auf dem Flugplatz von Avord östlich von Bourges bauen, der heutigen Base aérienne 702 Avord. Dem folgten 31 etwas kürzere Hangars in Istres und 1919 ein Hangar in Villacoublay mit einer Fläche von 120 × 45 m ohne Pfeiler.

## Geschichte und Beschreibung

### Planung
Die Ausschreibung für die Luftschiffhallen auf dem Flugplatz von Orly sah zwei 300 m lange Hangars vor, durch die eine Kugel mit einem Durchmesser von 50 Metern durchgängig manövriert werden konnte. Nach den Planungen von Freyssinet erwies sich dafür eine parabelförmige Bogenkonstruktion als geeignet, die überdies bei den riesigen Ausmaßen genug Widerstand gegen seitliche Winde bieten konnte.
Freyssinet ging bei seinen Überlegungen davon aus, dass eine doppelte parabolische Schale mit kurzen senkrechten Distanzstegen zwischen den Schalen aus statischer Sicht theoretisch die ideale Form wäre, aber praktisch nicht zu vertretbaren Kosten hergestellt werden könne. Denkbar wäre, die Schalen aufzulösen in innere und äußere streifenförmige Gurte, die sich abwechseln und durch die Stege verbunden sind. Dabei würden die senkrechten Flächen der Stege aber die Ausschalung erschweren. Verwende man schmälere, durch schräg gestellte Stege verbundene Gurte, ergäbe sich – ähnlich wie bei dem damals verbreiteten Zoreseisen oder dem heutigen Trapezblech – eine Form, die durch nur zwei Schalungen hergestellt werden könne, wobei sich die Schalungen von dem ausgehärteten Beton leicht abheben ließen. Aus statischen Gründen mussten die äußeren Gurtstreifen durch horizontale Stahlstäbe versteift werden, die in verschiedenen Höhen von einem Ende der Halle zum anderen verliefen.

### Beschreibung
Im Ergebnis entstanden nach Freyssinets Plänen zwei Hallen von 300 m Länge, 91 m Breite und 59,30 m Höhe Jede Halle war untergliedert in 40 einzelne, aus einem Profil bestehende Bögen aus Stahlbeton, die gleichbleibend 7,50 m breit waren. Die Profile hatten eine Bauhöhe von 5,40 m am unteren Ansatz und von 3,00 m am Bogenscheitel. Der innere Gurt des Profils hatte am Ansatz eine Stärke von 34 cm, die sich auf 20 cm am Scheitel verringerte. Die Stärke der schrägen Stege betrug anfangs 15,5 cm und reduzierte sich bis zum Scheitel auf 9 cm.
Zwischen den einzelnen Bögen wurde im unteren Bereich je ein 1,24 m breites Fenster eingebaut, ab einer Höhe von 20 m wurden Fensterbänder aus speziell verstärktem gelbem Glas installiert, um einerseits Licht in die Halle zu lassen, anderseits die Luftschiffe vor starker Sonneneinstrahlung zu schützen. An den Scheiteln wurden kleine Dachreiter aus Stahlbeton zur Lüftung eingefügt. Um die Oberseite der Luftschiffe inspizieren und warten zu können, wurden im Inneren unter dem Dach fünf schmale Laufstege aufgehängt, an denen Gondeln mit Lasten von bis zu 2 Tonnen verfahren werden konnten.
Jede Halle stand auf je zwei 1 m dicken und 7,50 m breiten Streifenfundamenten aus Stahlbeton, deren Oberkante sich 2 m unter der Geländeoberfläche befand. Mit diesen Fundamenten konnte die Vorgabe eingehalten werden, dass die Bodenpressung auf dem sandigen Tonboden unter 1,5 kg/cm² bleiben müsse.

### Bau
Die Hallen wurden zwischen 1922 und 1924 innerhalb der vertraglichen Bauzeit von zwei Jahren von den Entreprises Limousin (Procédés Freyssinet) unter der Leitung ihres technischen Direktors Freyssinet gebaut. Große stählerne Tore gehörten nicht zum Auftrag, sie sollten später aufgrund einer getrennten Ausschreibung errichtet werden. Auch die später angebauten Verwaltungs- und Betriebsgebäude gehörten nicht zum ursprünglichen Auftragsumfang.
Freyssinet war bestrebt, den Bauablauf in Serien gleichbleibender Arbeitsvorgänge aufzuteilen, bei denen möglichst wenige Schalungen immer wieder eingesetzt werden konnten. Dazu entwickelte er Vorrichtungen, mit denen die Schalungen der Bögen auf Gleisen verfahren, in die richtige Position gebracht, mit Armierung und Beton gefüllt, nach dem Abbinden des Betons abgehoben und 7,50 m seitlich zur Position des nächsten Bogens gefahren werden konnten. Die Schalungsformen selbst wurden aus Kieferplanken gefertigt, die nach jedem Einsatz gereinigt und geölt und für den nächsten Einsatz vorbereitet wurden.
Auf den Fundamenten wurden zunächst die untersten 3 m der Bogenprofile betoniert – auf beiden Seiten einer Halle und bei beiden Hallen gleichzeitig. In einem zweiten Durchgang wurden die Profile auf 17 m erhöht. Dabei wurden die äußeren Schalungen je nach Wetter schon nach einer Aushärtezeit des Betons von 2 bis 5 Tagen abgenommen. Auf diesen 17 m hohen Profilen wurden die eigentlichen Bögen betoniert. Das Lehrgerüst bestand aus zwei Bogenschenkeln mit je 45 t Gewicht, die auf den verfahrbaren Stützen aufgerichtet wurden, und einem 30 t schweren Mittelstück, das von den Bogenschenkeln aus hochgezogen und befestigt wurde. Der ganze Bogen wurde mit einem ausgeklügelten Netz aus Kabeln und Bändern so verspannt, stabilisiert und justiert, dass seine korrekte Form während des Betoniervorgangs gesichert war. Für den Beton verwendete man eine Mischung aus 350 Kilogramm Zement pro 1 m³ Sand und Kies. Nach dem Abbinden des Betons konnte der vollständige Bogen abgesenkt werden. Anfänglich, im kalten Winterwetter, dauerte die Herstellung eines dieser Bögen oberhalb 17 m Höhe 12 Tage, mit zunehmender Routine und besserem Wetter sank der Takt auf fünf bis sechs Tage. Die Bögen beider Hallen wurden in insgesamt 44 Wochen hergestellt.
Die Hallen wurden 1944 während des Zweiten Weltkriegs durch amerikanische Luftstreitkräfte zerstört.